# Havasupai

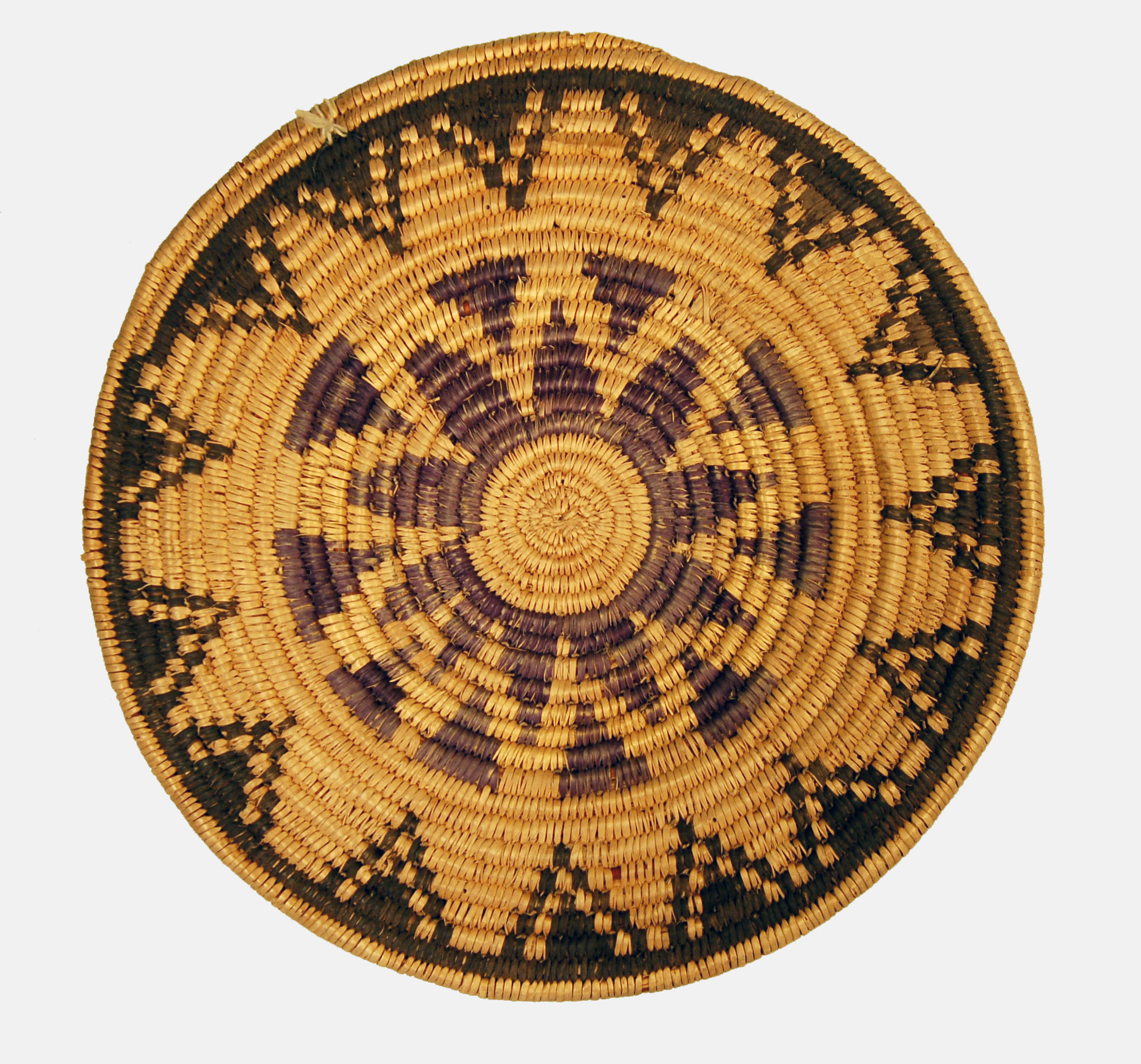
Cestino Havasupai, circa 1907

Gli Havasupai (o Havasu 'Baaja, "la gente delle acque verdi blu ") sono un popolo nativo americano che vive in una riserva situata nel Grand Canyon. Ad oggi si contano circa 600 individui appartenenti a questa etnia, che ha un'età media di poco superiore ai 28 anni.

## Lingua
Gli Havasupai parlano un dialetto della Lingua havasupai-walapai-yavapai o Lingua Yumana degli altopiani, appartenente al ramo Pai della Famiglia linguistica delle Lingue Cochimí-Yumane.

## Supai

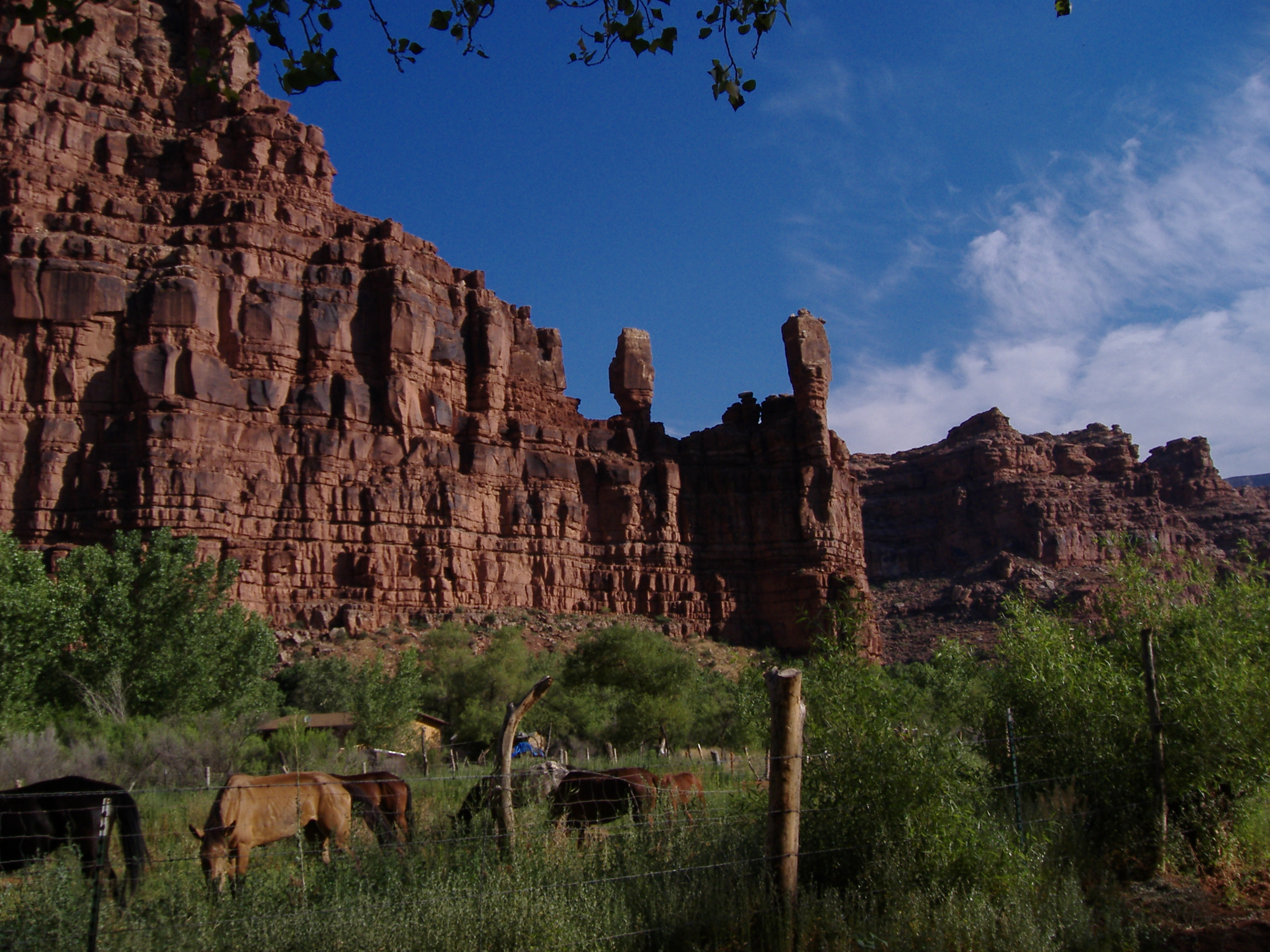
Le rocce chiamate "I Guardiani" (The watchers) che vegliano su Supai

Supai (Havasuuw) è il nome della capitale della Havasupai Indian Reservation, situata nella parte bassa del Grand Canyon, nella Contea di Coconino, (Arizona). Ospita circa 500 membri della tribù ed è una delle più remote città degli Stati Uniti d'America continentali.

## Galleria d'immagini

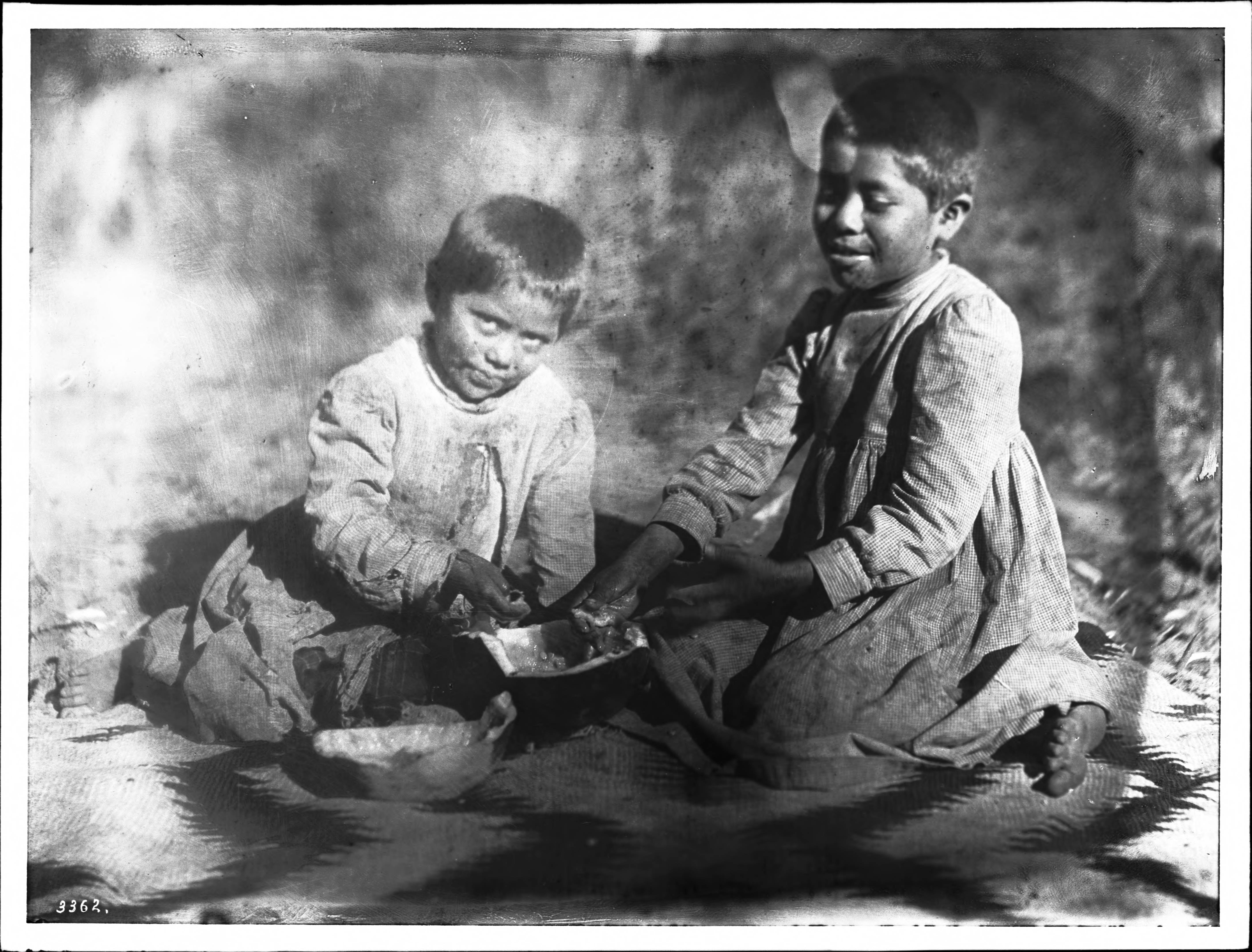
Due bambine Havasupai, mangiano un melone, c. 1900. Entrambe indossano abiti a quadretti e sono scalze, sono sedute su di una coperta con un motivo a zig-zag. Hanno i capelli molto corti.

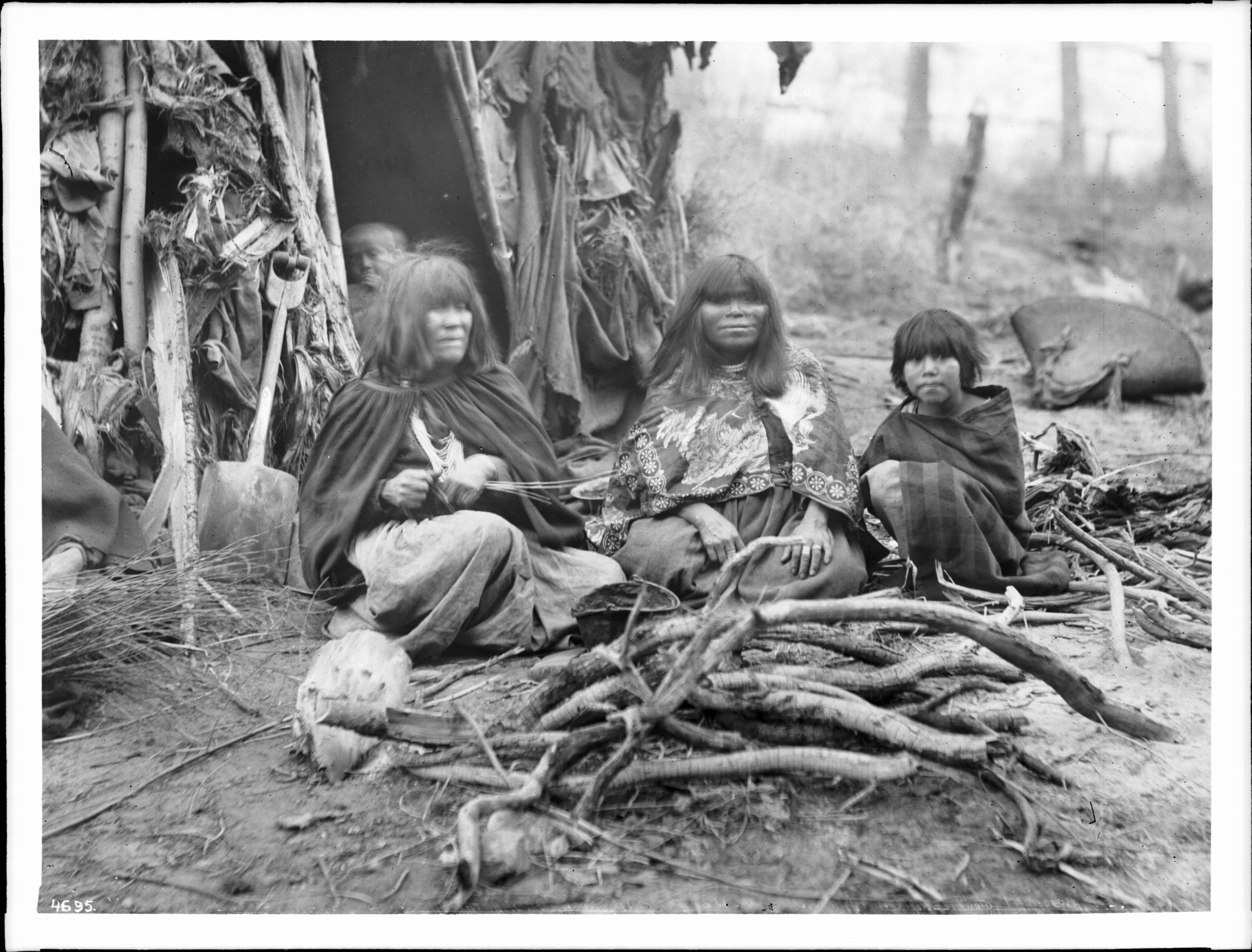
Due donne Havasupai fabbricanti di cestini, c. 1900. Le donne ed il bambino siedono per terra di fronte ad una capanna fatta di rami. Indossano abiti lunghi con scialli sulle spalle. Sono sedute tra la legna da ardere. Un bambino sbircia fuori dall'ingresso dell'abitazione. Un grande cesto conico, chiamato "Kathak", giace a terra a destra.

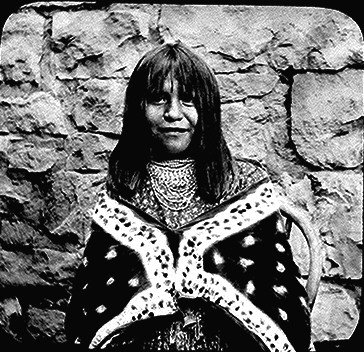
Una giovane Havasupai, circa 1900

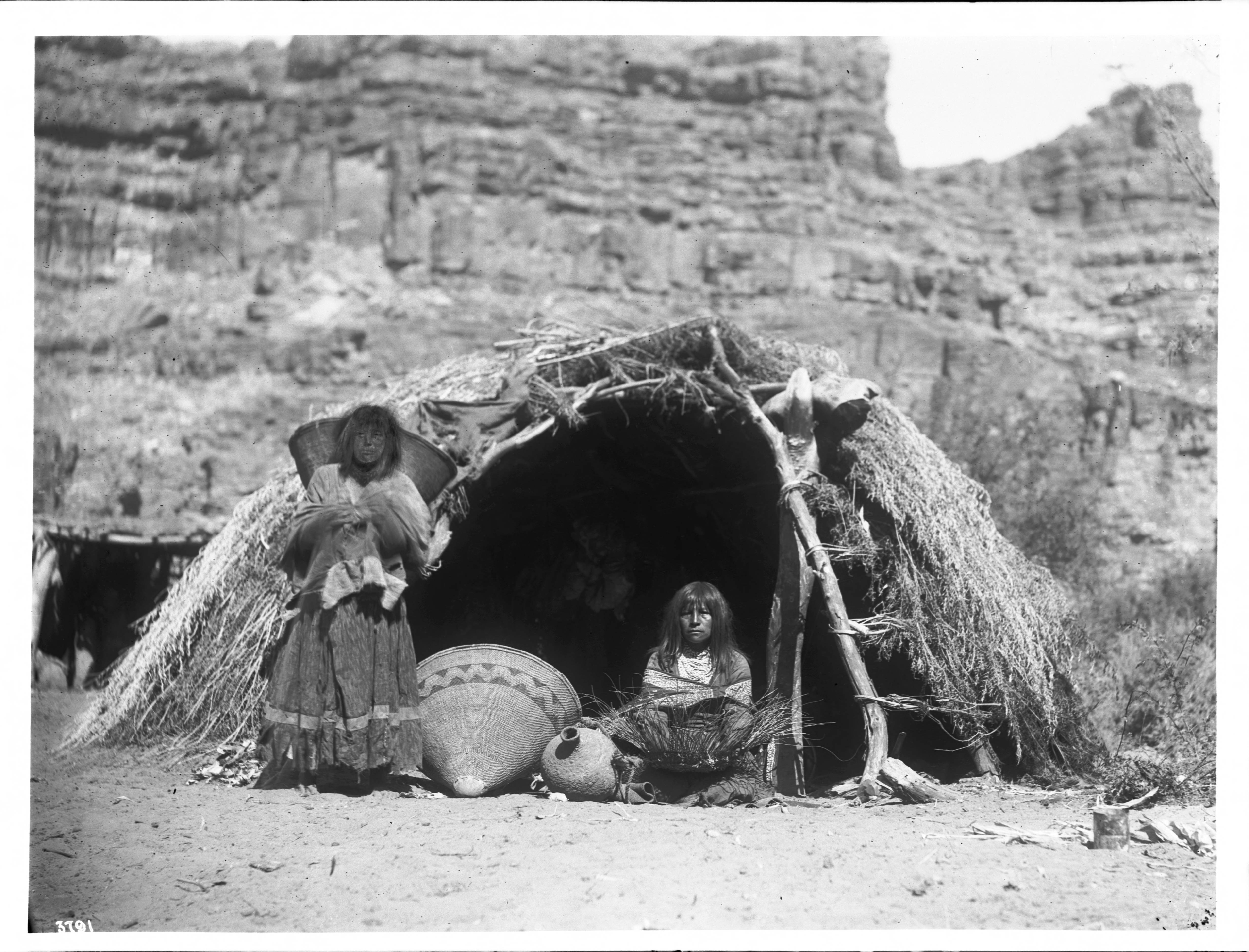
Due donne Havasupai di fronte alla tipica abitazione, chiamata dwelling. Havasu Canyon, c.1899

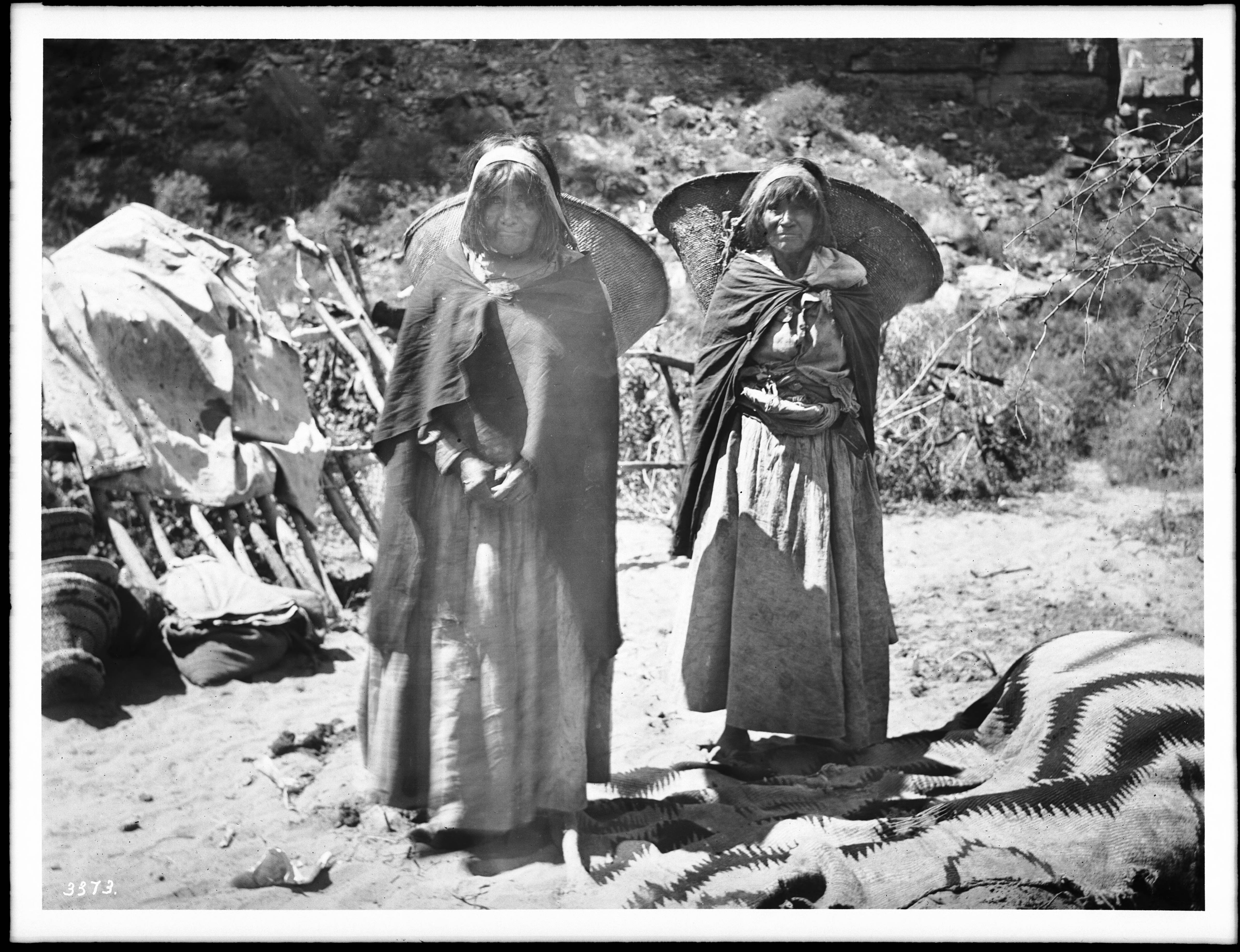
Due donne Havasupai con il "Kathak" sulle spalle, c.1900